# Carlo Favagrossa
Carlo Secillano Favagrossa (Cremona, 22 novembre 1888 – Roma, 22 marzo 1970) è stato un generale e politico italiano.

## Biografia
Intrapresa la carriera militare nel Regio Esercito, entrò nel 1906 all'Accademia di Torino uscendone tre anni dopo sottotenente del genio. Col grado di tenente servi durante la guerra di Libia e poi da capitano sul fronte italiano nella prima guerra mondiale, in cui ottenne una medaglia d'argento e la promozione a maggiore per merito di guerra (1917). Nel dopoguerra conciliò gli impegni nell'esercito con una breve attività diplomatica che lo portò in Cirenaica, Cecoslovacchia e Francia. Nel 1930 venne promosso colonnello e nel 1936 generale di brigata.
Prese parte alla guerra civile spagnola come comandante del Corpo Truppe Volontarie (schierate al fianco del generale Francisco Franco) e come capo dei servizi segreti. Nello stesso anno venne nominato ufficiale in capo della 1. Brigata Motorizzata, incarico che ricoprì fino al 1937. Nel 1939, con il grado di generale, assunse il comando della 16. Divisione Fossalta e nello stesso anno venne nominato, in sostituzione di Alfredo Dallolio, Commissario generale per la produzione bellica nel governo di Benito Mussolini.
Allo scoppio della seconda guerra mondiale. su ordine del governo Mussolini analizzò lo stato della preparazione militare italiana, presentando il 7 aprile 1940 una valutazione secondo la quale l'Italia non sarebbe stata pronta per scendere in campo prima dell'ottobre 1942. Tuttavia, gli iniziali successi militari ottenuti da Hitler con la strategia della guerra lampo convinsero il Duce che il conflitto sarebbe stato di breve durata, tanto da assumere il rischio di entrarvici il 10 giugno 1940, con oltre due anni di anticipo rispetto alla data suggerita da Favagrossa. L'impreparazione e l'inadeguatezza dell'Italia sul piano militare, unita al prolungarsi del conflitto oltre le aspettative di Mussolini, furono una causa non secondaria della successiva disfatta.
Sottosegretario di Stato dal 23 maggio 1940, dal 7 settembre 1942 venne messo a capo del Commissariato generale per combustibili liquidi, carburanti e lubrificanti. Quando il 6 febbraio del 1943 Fabbriguerra (nome assegnato all'ex Commissariato per la produzione bellica) venne elevato, con notevole ritardo, al rango di Ministero della Produzione Bellica, Favagrossa fu chiamato a guidarlo. Non coinvolto nelle trame che portarono alla caduta del Duce, tenne l'incarico governativo fino al 27 gennaio 1944, giorno in cui il governo Badoglio I soppresse il suo dicastero.
Nell'immediato dopoguerra, pubblicò il libro Perché perdemmo la guerra (ed. Rizzoli, 1946) in cui rese pubbliche le valutazioni fatte a suo tempo. Invero molti dei documenti allegati da Favagrossa al testo non sono tuttora stati ritrovati nei vari archivi e le diverse considerazioni sul difetto di materie prime poco avrebbero influito sul "problema militare italiano, che nell'estate 1940 e poi ancora fino al 1942 inoltrato riguardava la qualità dei mezzi, non la quantità". Per esempio "il nichel usato per le corazze del carro medio, fra il 1940 e il 1942, calò da 46 kg a 8. Ma già dall'8 maggio 1941 lo stato maggiore dell'esercito (relazione del gen. ingegnere L. Sarracino) aveva accertato che i carri italiani distrutti a Beda Fomm (Libia) nel febbraio precedente (e perciò costruiti nel 1940 con la maggior quantità di nichel), avevano ceduto ai proiettili inglesi per elementari difetti costruttivi e per incuria nel montaggio". Collocato a riposo nel 1954, ricevette nel corso della sua esistenza varie menzioni tra cui il cavalierato dell'Ordine dei Ss. Maurizio e Lazzaro.